# La Martre (Var)
La Martre település Franciaországban, Var megyében. Lakosainak száma 221 fő (2022. január 1.). La Martre Séranon, Bargème, La Bastide, Brenon és Châteauvieux községekkel határos.

## Népesség
A település népességének változása:
| Lakosok száma | 201  | 209  | 218  | 211  | 212  | 204  | 210  | 215  | 221  |
|               | 2013 | 2015 | 2016 | 2017 | 2018 | 2019 | 2020 | 2021 | 2022 |